# ROM hacking
ROM hacking es la edición de ROMs, normalmente usando un editor hexadecimal, con el fin de hacer traducciones o corregir defectos de juegos, o con el propósito de crear nuevos videojuegos editando y creando fases. Como es pequeño el mercado de juegos de América Latina, pocos títulos se lanzan en los idiomas español o portugués, siendo uno de los motivos principales por lo que los romhackers (editores de ROMs) se ponen a editar juegos y traducirlos a su idioma. Sin embargo, la edición de ROMs es considerada violación de propiedad intelectual, salvo en ocasiones en que se posee el juego original.